# Benigno Aquino III
Benigno Simeon Cojuangco Aquino III, även känd som "Noynoy" Aquino, född 8 februari 1960 i Manila, död 24 juni 2021 i Quezon City, var en filippinsk politiker. Mellan den 30 juni 2010 och den 30 juni 2016 var han landets president. Han var son till den tidigare presidenten Corazon Aquino och den mördade senatorn Benigno Aquino, Jr.
Noynoy Aquino var utbildad ekonom från Ateneo de Manila University och flyttade därefter tillsammans med sina föräldrar till exilen i Boston, USA. Efter att fadern mördats på Manilas internationella flygplats (idag Ninoy Aquino International Airport, NAIA) den 21 augusti 1983 vände han tillbaka till Filippinerna. 
Modern Corazon "Cory" Aquino blev president i februari 1986. 18 månader senare, den 28 augusti 1987, kom Noynoy Aquino i skottlinjen efter ett kuppförsök lett av Gregorio Honasan, mer känd som "Gringo" Honasan. Han träffades av fem kulor och blev allvarligt skadad. 
I slutet av 1990-talet blev han politiskt aktiv, och 1998 blev han medlem av Partido Liberal ng Pilipinas. Samma år blev han invald i representanthuset, där han satt tills han 2007 blev invald i senaten. Vid presidentvalet i maj 2010 vann han med 42 procent av rösterna.